# José Antonio Gómez y Olguín
José Antonio Gómez y Olguín (* 1805; † 1876) war ein mexikanischer Organist, Komponist und Musikpädagoge.

## Leben
Gómez begann seine musikalische Laufbahn als Chorsänger. Er studierte am Colegiata de Guadalupe und wurde bereits im Alter von fünfzehn Jahren Dritter Organist an der Kathedrale von Mexiko-Stadt. Ab 1835 bis 1865 war er Erster Organist der Kathedrale. In dieser Zeit begleitete er musikalisch u. a. Feierlichkeiten zur Einsetzung und zum Begräbnis des ersten Erzbischofs von Mexiko, Manuel Posadas y Garduño und zum Begräbnis Agustín de Iturbides. Er war Gründer der Gran Sociedad Filarmónica und des Conservatorio Mexicano de Ciencias y Bellas Artes und gehörte 1854 neben Tomás León und Agustín Balderas zur Jury, die über die Ausschreibung der Komposition der Mexikanischen Nationalhymne (Text: Francisco González Bocanegra) entschied.
Weiterhin gab Gómez in seiner Zeit in Mexiko-Stadt eine eigene Musikzeitschrift, Instructor Filarmónico, und zudem Lehrbücher für Musiktheorie, Gesang und Klavierspiel heraus. In seinen letzten elf Lebensjahren war er Organist an der Kathedrale von Tulancingo. Von Gómez sind fast 140 Werke überliefert, darunter zahlreiche Messen und andere kirchenmusikalische Werke.